# Eloísa Mafalda
Eloísa Mafalda, nombre artístico de Mafalda Theotto (Jundiaí, 18 de septiembre de 1924 - Petrópolis, 16 de mayo de 2018), fue una actriz brasileña.

## Biografía
Nieta de italianos, en 1940 tras el divorcio de sus padres comenzó a trabajar como modista para ayudar a su madre y más tarde logró un puesto como auxiliar de oficina en las Emisoras Asociadas, donde conoce a Alice Waldvoguel, de quien aprende interpretación.
Después de realizar una prueba para el teatro radiofónico trabajó en diversas radionovelas da Radio Nacional e así pasó a actuar en la TV Paulista, tras la venta de la emisora pasó a TV Globo, donde actuó en más de 40 obras. Destacan los papeles de Dona Nenê en la primera versión de A Grande Família;  Maria Machadão en Gabriela; Dona Mariana en Paraíso; Gioconda Pontes en Pedra sobre Pedra e Manuela en Mulheres de Areia. Pero sin duda, su mejor éxito fue el de Dona Pombinha Abelha en Roque Santeiro.
Su debut en el cine fue en 1950 con la película Somos Dois y en el teatro su debut fue en 1965 con la versión brasileña de Cumbres borrascosas, aunque sus trabajos en el teatro fueron esporádicos. Se retiró en 2002 tras participar en la telenovela O Beijo do Vampiro.

## Filmografía

### Televisión
| Año  | Tííulo                            | Personaje                                                            |
| ---- | --------------------------------- | -------------------------------------------------------------------- |
| 1965 | O Ébrio                           | Heloísa                                                              |
| 1968 | A Grande Mentira                  | Dona Elvira                                                          |
| 1969 | A Cabana do Pai Tomás             | Emily                                                                |
| 1970 | Pigmalião 70                      | Ester                                                                |
| 1970 | A Próxima Atração                 | Dinorá                                                               |
| 1971 | Caso Especial                     | Episódio: Nº1                                                        |
| 1971 | Bandeira 2                        | Zulmira                                                              |
| 1972 | Caso Especial, Meu Primeiro Baile | Elza                                                                 |
| 1972 | O Bofe                            | Gonzaguinha                                                          |
| 1972 | A Grande Família                  | Irene Silva (Dona Nenê)                                              |
| 1975 | Gabriela                          | Maria Machadão                                                       |
| 1975 | O Grito                           | Socorro                                                              |
| 1976 | Saramandaia                       | Maria Aparadeira                                                     |
| 1977 | Locomotivas                       | Joana                                                                |
| 1977 | O Astro                           | Dona Consolação                                                      |
| 1978 | Pecado Rasgado                    | Zoraide                                                              |
| 1980 | Água Viva                         | Irene Fragoso Neves                                                  |
| 1980 | Plumas e Paetês                   | Zeni                                                                 |
| 1981 | Brilhante                         | Edite Pereira                                                        |
| 1982 | Paraíso                           | Dona Mariana Gomes                                                   |
| 1983 | Caso Verdade                      | Episódio: Quarto de Despejo                                          |
| 1983 | Champagne                         | Adélia                                                               |
| 1984 | Corpo a Corpo                     | Guiomar Motta                                                        |
| 1985 | O Tempo e o Vento                 | Arminda Terra                                                        |
| 1985 | Roque Santeiro                    | Dona Ambrosina Abelha (Dona Pombinha)                                |
| 1986 | Hipertensão                       | Gioconda                                                             |
| 1987 | Expresso Brasil                   | Maria Machadão / Dona Ambrosina Abelha (Dona Pombinha)               |
| 1988 | Vida Nova                         | Jandira                                                              |
| 1989 | O Sexo dos Anjos                  | Francisquinha                                                        |
| 1990 | A, E, I, O... Urca                | Dona Damásia                                                         |
| 1990 | Delegacia de Mulheres             | Celeste                                                              |
| 1990 | Araponga                          | Zuleide                                                              |
| 1992 | Pedra Sobre Pedra                 | Gioconda Pontes                                                      |
| 1993 | Mulheres de Areia                 | Manuela                                                              |
| 1994 | A Madona de Cedro                 | Efigênia                                                             |
| 1995 | Você Decide                       | Episódio: Veneno Ambiente                                            |
| 1996 | Você Decide                       | Episódio: Sangue no Araguaia                                         |
| 1996 | A Vida como Ela É...              | Episódio: O Único Beijo                                              |
| 1996 | Quem É Você?                      | Kitty                                                                |
| 1997 | Por Amor                          | Leonor Batalha                                                       |
| 1998 | Meu Bem Querer                    | Dona Delfina                                                         |
| 1998 | Hilda Furacão                     | Clotilde                                                             |
| 1999 | Você Decide                       | Episódio: Madame Sussu                                               |
| 1999 | Você Decide                       | Episódio: Robin Hood Aposentado                                      |
| 1999 | Você Decide                       | Episódio: O Terceiro Homem                                           |
| 2000 | Aquarela do Brasil                | Margarida                                                            |
| 2001 | Brava Gente                       | Dona Inxirida - Arioswaldo e o Casamento de sua Velha Mãe Centenária |
| 2001 | Brava Gente                       | Dona Inxirida - O Natal de Arioswaldo                                |
| 2001 | Porto dos Milagres                | Celeste Marimbás                                                     |
| 2002 | Brava Gente                       | Dona Clara - O Enterro da Cafetina                                   |
| 2002 | O Beijo do Vampiro                | Dona Carmem                                                          |

### Cine
| Año  | Título                      | Personaje              |
| ---- | --------------------------- | ---------------------- |
| 1950 | Somos Dois                  | Secretária             |
| 1973 | Os Mansos                   | Mãe de Armando         |
| 1974 | O Mau-Caráter               | Constança              |
| 1976 | O Ibraim do Subúrbio        | Dinorah                |
| 1990 | Beijo 2348/72               | Proprietária da pensão |
| 1998 | Simão, o Fantasma Trapalhão | Lucélia                |

## Teatro
| Ano  | Título                      |
| ---- | --------------------------- |
| 1965 | O Morro dos Ventos Uivantes |
| 1974 | O Ministro e a Vedete       |
| 1978 | Lá em Casa, é Tudo Doido    |